# گروه شبه فوکسی

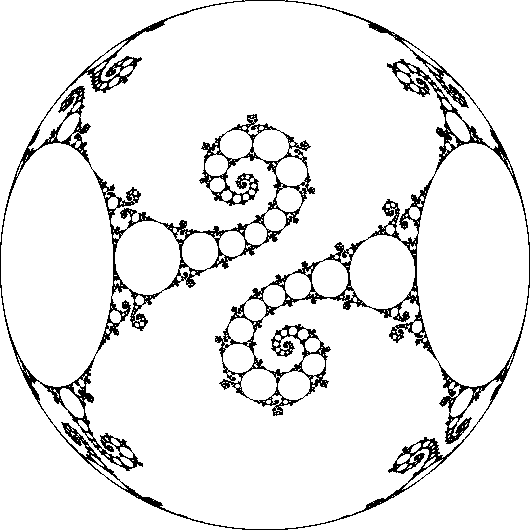
مجموعه حدی از گروه‌های شبه فوکسی

در نظریه گروه‌های کلاینی در ریاضیات، یک گروه شبه فوکسی، گروه کلاینی است که مجموعه حدی آن در یک خم جردن ناوردا موجود باشد. اگر مجموعه حدی برابر با منحنی جردن باشد، به گروه شبه فوکسی آن نوع یک گفته می‌شود، در غیر این صورت آن را نوع دو نامند. برخی از نویسندگان «گروه شبه فوکسی» را معادل با «گروه شبه فوکسی نوع ۱» در نظر می گیرند، به عبارت دیگر مجموعه حدی خم جردن کامل است. این اصطلاحات با استفاده از جمله‌های «نوع ۱» و «نوع ۲» سازگار نیست برای گروه‌های کلاینی: همه گروه‌های شبه فوکسی گروه‌های کلاینی از نوع ۲ هستند (حتی اگر از نوع گروه‌های شبه فوکسی نوع 1 باشند)، زیرا مجموعه‌های حدی آنها زیرمجموعه‌های مناسبی از کره ریمانی است. در حالات خاصی که خم جردن برابر یک دایره یا خط باشد، گروه مذکور را گروه فوکسی می نامند، که نامش از لاتساروس فوکس گرفته شده.